# لبنی بنت خالد قاسمی
لبنی بنت خالد قاسمی (زاده ۴ فوریه ۱۹۶۲) اولین وزیر زن اماراتی است که در ۳۱ اکتبر ۲۰۰۴ به عنوان وزیر اقتصاد و برنامه‌ریزی تعیین شده‌است. وی سپس از ۱۷ فوریه ۲۰۰۷ به عنوان وزیر تجارت خارجی و از سال ۲۰۱۳ به عنوان وزیر رشد و همکاری بین‌المللی تعیین گردید.

## تولد و تحصیلات
لبنی قاسمی در ۴ فوریه ۱۹۶۲ در دوبی، امارات متحده عربی به دنیا آمد. وی دختر خالد بن سلطان برادر شیخ سلطان بن محمد قاسمی حاکم امارات است. لبنی تحصیلات دبیرستانی را در سال ۱۹۷۵ در حالی به اتمام رساند که رتبه نهم در قسمت علمی در سطح کشور بود. وی سپس به آمریکا رفت و در آنجا موفق به کسب فوق لیسانس در کامپیوتر گردید. او به کسب درجه دکترای افتخاری علوم از دانشگاه چیکو در کالیفرنیا و دکترای افتخاری قانون از دانشگاه اکستر در انگلستان و دکترای افتخاری اقتصاد از دانشگاه هنگ‌کنگ در کره نائل آمده‌است.

## مناصب وزارتی و سایر مسئولیت‌ها
- وزیر اقتصاد ۲۰۰۴
- وزیر تجارت خارجی ۲۰۰۸
- وزیر رشد و همکاری بین‌المللی ۲۰۱۳
- عضو شورای اداری مؤسسه انرژی هسته‌ای امارات
- عضو شورای حکمیت در دانشگاه ملی سنگاپور
- عضو شورای امنای دانشکده تاندربرد
- عضو شورای امنای دانشکده پژوهش‌های عالی در آریزونای آمریکا
- عضو شورای اداری مؤسسه تربیت بدنی جوانان امارات
- عضو شورای امنای دانشکده اداره دولت در دوبی
- عضو مؤسس جمعیت دوستان بیماران سرطانی[۳]

## لیست قدرتمندترین زنان جهان
مجله آمریکایی فوربس لبنی را به عنوان قدرتمندترین زن عرب و یکی از ۱۰۰ زن قدرتمند جهان در سال‌های ۲۰۰۵ و ۲۰۱۰ انتخاب کرد.